# Leistungsgefahr
Die Leistungsgefahr (seltener Lieferungsgefahr) ist ein Rechtsbegriff aus dem Allgemeinen Schuldrecht. Sie betrifft die Frage, wer in einem synallagmatischen Vertrag im Zeitraum zwischen Vertragsschluss und vollständiger Erfüllung i. S. d. § 362 BGB die Gefahr des zufälligen Untergangs des Leistungsgegenstandes trägt. Für den Schuldner der Hauptleistung bezeichnet sie das Risiko, die versprochene Leistung weiterhin bewirken (oder Ersatz leisten) zu müssen, für den Gläubiger umgekehrt die Gefahr, den Anspruch auf die versprochene Leistung zu verlieren.
Der Leistungsgefahr steht die Preisgefahr gegenüber.

## Stückschuld
Nach dem BGB ist zwischen Stückschuld und Gattungsschuld zu unterscheiden. Bei einer Stückschuld trägt die Leistungsgefahr grundsätzlich der Gläubiger der Hauptleistung, da der Schuldner bei Untergang der Sache (verschuldensunabhängig) nach § 275 BGB von seiner Leistungspflicht frei wird.
Beispiel: Käufer K und Verkäufer V einigen sich über den Verkauf des Krokodils des V. Erschlägt nun vor Übergabe ein Meteorit das Krokodil, muss V nach § 275 Abs. 1 BGB nicht leisten.

## Gattungsschuld
Bei der Gattungsschuld trägt hingegen der Schuldner der Hauptleistung die Leistungsgefahr. Bis zum Untergang der gesamten Gattung trifft ihn die Pflicht, die vereinbarte Ware zu beschaffen (soweit sie am Markt verfügbar ist).
Beispiel: K und V, der einen Zoohandel betreibt, einigen sich über den Verkauf von einem Krokodilkäfig. Wird nun der Krokodilkäfig vor Übergabe durch einen Meteoriteneinschlag im Geschäft des V zerstört, bleibt er gleichwohl zur Leistung verpflichtet und muss anderweitig einen Käfig nach mittlerer Art und Güte (§ 243 I BGB) beschaffen.
Ändert sich die Gattungsschuld durch Konkretisierung nach § 243 Abs. 2 BGB in eine Stückschuld, so geht die Leistungsgefahr auf den Gläubiger über (Gefahrübergang). Ebenso geht die Leistungsgefahr nach § 300 Abs. 2 BGB über, wenn der Gläubiger die angebotene Ware nicht annimmt, und zwar selbst dann, wenn keine Konkretisierung eingetreten ist. Nach der herrschenden Meinung ist aber die Aussonderung der Sache erforderlich.

## Historische Herleitung
Die heutigen Gefahrtragungsregeln beruhen auf der Klausel bona-fides der actio empti. Die römischen Juristen verteilten damit das Risiko des nachträglichen Untergangs einer Sache oder deren nachträgliche Verschlechterung zwischen den Parteien. Danach trug der Verkäufer einer Sache die Gefahr für dolus und culpa, wohingegen der Käufer vollumfänglich für Zufall haftete.